# Fuzil Kalashnikov

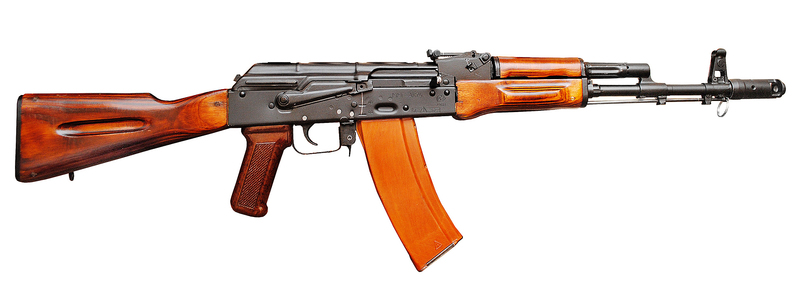
O fuzil de assalto Kalashnikov modelo 1974 da Izhmash, Rússia (AK-74)

O logotipo que está sendo usado atualmente pela Kalashnikov Concern para representar sua série de fuzis da marca AK

Os fuzis Kalashnikov (em russo:  Автоматы Калашникова) são uma família de fuzis de assalto baseados no projeto original de Mikhail Kalashnikov. São oficialmente conhecidos em russo como avtomat Kalashnikova (em russo:  автомат Калашникова, '[fuzil] automático de Kalashnikov'), e informalmente como kalash em russo. Foram originalmente fabricados na União Soviética pela Kalashnikov Concern (anteriormente Izhmash). Fuzis semelhantes ao Kalashnikov e suas variantes soviéticas foram posteriormente produzidos em muitos países amigos do Bloco de Leste, com fuzis baseados em seu projeto, como o Galil ACE e o INSAS, também sendo produzidos. O Kalashnikov é uma das armas de fogo mais utilizadas no mundo, com cerca de 72 milhões de fuzis em circulação global.

## Lista de fuzis AK
Os fuzis Kalashnikov originais e seus derivados, conforme produzidos na União Soviética e, posteriormente, na Federação Russa.

## Fuzis derivados diretamente do AK original
O projeto simples do fuzil facilita sua produção, e a União Soviética prontamente arrendou projetos da arma de fogo para países amigos, onde ela poderia ser produzida localmente a baixo custo. Como resultado, os fuzis Kalashnikov e suas variantes foram fabricados em diversos países, com e sem licenças. Os países fabricantes incluem:
| País               | Variante(s) |
| ------------------ | --- |
| Albânia            | Automatiku Shqiptar modelo 56 de 1978 (ASH-78 Tip-1), cópia do Type 56 baseado no fuzil AK-47; Tipi modelo 1982 (ASH-82), cópia do AKS-47; modelo 56 Tip-2, cópia do RPK; e modelo 56 Tip-3. Diversas outras versões do AKMS foram produzidas, principalmente com canos curtos semelhantes ao AKS-74U soviético, para forças especiais, tanques e equipes de blindados, além de pilotos de helicópteros e policiais. Também houve um ASh-82 (AKMS) modificado com acessórios SOPMOD, principalmente para as forças especiais da Albânia, RENEA e exportações.                                                |
| Alemanha Oriental  | MPi-K/MPi-KS (AK/AKS); MPi-KM (AKM, coronha de madeira e plástico); MPi-KMS-72 (coronha dobrável lateralmente; MPi-KMS-K (carabina); MPi-AK-74N (AK-74); MPi-AKS-74N (coronha dobrável lateralmente); MPi-AKS-74NK (carabina); KK-MPi Mod.69 (rifle de treinamento de fogo seletivo em .22 LR) |
| Armênia            | K-3 (bullpup, 5,45×39mm) |
| Azerbaijão         | Khazri (AK-74M) |
| Bangladesh         | Type 56 chinês |
| Bulgária           | AKK/AKKS (AK-47 Type 3 com coronha dobrável lateralmente); AKKMS (AKMS), AKKN-47 (acessórios para miras noturnas NPSU); AK-47M1 (Type 3 com mobília de polímero preto); AK-47MA1/AR-M1 (o mesmo que o -M1, mas em 5,56mm NATO); AKS-74M1 (AKMS em 5,56×45mm NATO); AKS-74S (AK-74M1, versão curta, com coronha dobrável alemã-oriental, dispositivo de mira a laser); AKS-74UF (versão curta do -M1, coronha dobrável russa), AR-SF (o mesmo que o −74UF, mas em 5,56mm NATO); AKS-93SM6 (semelhante ao −74M1, não pode usar lança-granadas); RKKS (RPK), AKT-74 (rifle de treinamento em .22 fogo circular) |
| Camboja            | Type 56 chinês e AK e AKM soviéticos |
| China              | Type 56 |
| Coreia do Norte    | Type 58A/B (AK Type 3 com coronha dobrável de aço estampado), Type 68A/B (AKM/AKMS), Type 88 (AKS-74) |
| Croácia            | APS-95 |
| Cuba               | AKM |
| Egito              | AK, Misr (AKM), Maadi |
| Estados Unidos     | PSAK-47 GF3 (7,62×39mm), PSAK-47 GF4 (7,62×39mm), PSAK-47 GF5 (7,62×39mm), Soviet Arms Krink (5,56×45mm), PSA AK-556 (5,56×45mm), PSAK-74 (5,45x39mm), PSA AK Type 56 (7,62×39mm). Fabricados pela Palmetto State Armory. US132 (7,62×39mm), US132Z (7,62×39mm), US109L (calibre 12) e US109T (calibre 12). Produzidos pela Kalashnikov USA. |
| Etiópia            | AK, AK-103 (fabricado localmente no Complexo de Engenharia de Armamentos Gafat, administrado pelo Estado, como Et-97/1) |
| Finlândia          | RK 62, (7,62×39mm) RK 95 TP, (7,62×39mm) melhorias, incluindo um seletor de controle de tiro e um dispositivo de boca que permitia o disparo de granadas de bocal, a fixação de um silenciador ou baioneta |
| Hungria            | AK-55 (fabricação nacional do 2º Modelo AK); AKM-63 (AK-55 modernizado), AMD-65M (AKM-63 modernizado, cano mais curto e coronha dobrável lateralmente), AMP-69 (fuzil lança-granadas); AK-63F/D (AMM/AMMSz com outro nome), AK-63MF (modernizado); NGM-81 (5,56×45mm NATO; coronha fixa e dobrável para baixo) |
| Irão               | KLS/KLF (AK-47/AKS), KLT (AKMS) |
| Iraque             | Fuzil de precisão Tabuk, fuzil de assalto Tabuk (com coronha fixa ou dobrável para baixo, clones definitivos da série de fuzis M70 iugoslavos), fuzil de assalto curto Tabuk |
| Iugoslávia/ Sérvia | M64, M70, M72, M76, M77, M80, M82, M85, M90, M91, M92, M99, M21 |
| Nigéria            | Produzido pela Corporação das Indústrias de Defesa da Nigéria como OBJ-006 |
| Paquistão          | Cópias do do Passo Khyber (perto da fronteira do Afeganistão); PK-10; |
| Polónia            | pmK (kbk AK) / pmKS (kbk AKS) (o nome mudou de pmK - "pistolet maszynowy Kałasznikowa", submetralhadora Kalashnikov para kbk AK – "karabinek AK", carabina Kalashnikov em meados dos anos 1960) (AK/AKS); kbkg wz. 1960 (fuzil lança-granadas), kbkg wz. 1960/72 (modernizado); kbk AKM / kbk AKMS (AKM/AKMS); kbk wz. 1988 Tantal (5,45×39mm), skbk wz. 1989 Onyks (carabina compacta); kbs wz. 1996 Beryl (5,56×45mm), kbk wz. 1996 Mini-Beryl (carabina compacta) |
| Roménia            | PM md. 63/65 (AKM/AKMS), PM md. 80, PM md. 90, exportados coletivamente sob o nome genérico AIM ou AIMS; PA md. 86 (AK-74), exportado como AIMS-74; PM md. 90 cano curto, PA md. 86 cano curto, exportados como AIMR; PSL (fuzil de atirador designado; outros nomes PSL-54C, Romak III, FPK e SSG-97) |
| Sudão              | MAZ (baseado no Type 56) |
| Turquia            | SAR 15T/308(V2) é uma versão produzida e modernizada localmente da plataforma pela empresa de defesa Sarsilmaz (Sarsılmaz Silah Sanayi A.Ş.). |
| Ucrânia            | Vepr (bullpup, 5,45×39mm), Malyuk (bullpup) |
| Vietname           | AKM-1, fuzil de assalto AKM-VN (AKM), metralhadora leve TUL-1 (RPK), fuzil de assalto Galil ACE 31/32, série STV |
| Venezuela          | AK-103 / Licença concedida à Venezuela |